# طلیعه کامران
طلیعه کامران (زادهٔ ۱۳۰۹ – درگذشتهٔ ۲۴ اسفند ۱۳۹۵) نوازندهٔ سنتور، نقاش و شاعر اهل ایران و از پیشگامان هنر نوگرای ایران بود.

## زندگی‌نامه
طلیعه کامران در سال ۱۳۰۹ در تهران متولد و در خانواده‌ای اهل هنر متولد شد. پدر او ویلن می‌نواخت و از شاگردان حسین‌خان اسماعیل‌زاده بود و مادرش نیز، هم با موسیقی آشنا بود و هم به نقاشی مشغول بود. در کودکی، حبیب سماعی که از دوستان پدر طلیعه کامران بود، آموزش سنتور نوازی او را به عهده گرفت. حبیب سماعی از حدود سال ۱۳۲۱، هر دو هفته به آموزش وی می‌پرداخت. او از سال ۱۳۲۶ نزد دیگر شاگر حبیب سماعی، مرتضی عبدالرسولی به تکمیل آموزه‌های خود پرداخت. طلیعه کامران همچنین، فراگیری ضربی‌های قدیمی و تجربهٔ همنوازی را نزد حسین تهرانی آموخت. حسین تهرانی او را به روح‌الله خالقی معرفی نمود و پس از آن، بخشی از کنسرت‌های انجمن موسیقی ملی به همنوازی سنتور طلیعه کامران و تمبک حسین تهرانی اختصاص یافت. روح‌الله خالقی در سفری به روسیه، بخشی از اجرای ضبط شدهٔ او در دستگاه همایون را به عنوان نمونهٔ هنر بانوان موسیقی‌دان ایران، به آن کشور عرضه نمود. در اواخر دهه ۱۳۲۰ طلیعه کامران با توصیهٔ روح‌الله خالقی، به آموختن نت موسیقی نزد وی و پس از آن نزد ابوالحسن صبا پرداخت. او در حدود سال‌های ۱۳۳۴ و ۱۳۳۵، بخشی از آموخته‌های خود از حبیب سماعی شامل: دستگاه شور، آواز ابوعطا، آواز بیات اصفهان و دستگاه چهارگاه را نت‌نویسی کرد که بعدها در قالب کتاب بخش‌هایی از ردیف حبیب سماعی به روایت طلیعه کامران منتشر شد. همچنین کتاب نُه پیش درآمد و رِنگ از درویش خان و موسی معروفی برای سنتور، کوشش مشترک کامران و شهاب منا، حاوی نُه اثر از درویش خان و موسی معروفی است که در اوایل دهه ی سی توسط طلیعه کامران برای سنتور بازنویسی و منتشر شد.
او همچنین در نقاشی نیز فعالیت نمود و با تشویق مادرش به دانشکدهٔ هنرهای زیبای دانشگاه تهران راه یافت و لیسانس نقاشی گرفت.  او به منظور تکمیل آموخته‌های خود در زمینهٔ نقاشی به پاریس و رم سفر کرد. آثار نقاشی او در ابتدا تحت تأثیر کمال‌الملک بود اما به سبب آشنائی با شکوه ریاضی، به مرور به آثار مدرن گرایش پیدا کرد و به عنوان یکی از زنان پیشگام در هنر نوگرای ایران شناخته شد.کارمران به عنوان هنرمندی جدی و حرفه‌ای با نمایش آثاری در سومین بی‌ینال تهران (۱۳۴۱) حضور یافت اما با وجود فعالیت مستمر و پی‌گیر در عرصه هنرهای تجسمی نخستین نمایشگاه انفرادی خود را در سال ۱۳۴۷ در دانشکدهٔ هنرهای زیبای دانشگاه تهران برگزار نمود. وی ۱۱ نمایشگاه انفرادی برگزار کرد و در ۴۲ نمایشگاه گروهی در ایران و خارج از ایران شرکت نمود.
طلیعهٔ کامران در زمینهٔ شعر نیز به فعالیت پرداخت. بخشی از اشعار او در کتابی با عنوان بی‌نهایت، نهایت در سال ۱۳۸۳  و نیز در کتابی دیگر با عنوان از هیچ به هیچ در سال ۱۳۹۳ منتشر شد.

## آثار موسیقی
از جمله آثار هنری طلیعهٔ کامران در حیطهٔ موسیقی، به موارد زیر می‌توان اشاره کرد:
- آلبوم موسیقی صد سال سنتور، دستگاه همایون (به همراه آثاری از سنتورنوازان ایرانی) مؤسسه فرهنگی هنری ماهور، ۱۳۸۰[۱۰]
- کتاب بخش‌هایی از ردیف حبیب سماعی به روایت طلیعه کامران، انتشارات عارف، ۱۳۸۸[۳]
- آلبوم موسیقی یادگار حبیب، سنتور طلیعه کامران، تمبک و آواز حسین تهرانی (حاوی بخش‌هایی از ردیف حبیب سماعی)، ۱۳۹۰[۳]

## نمایشگاه‌ها
گزیده‌ای از نمایشگاه‌های نقاشی طلیعه کامران که در زمان حیاتش برگزار شده‌اند:
- سومین بی‌ینال  تهران، ۱۳۴۱
- نمایشگاه انفرادی، دانشکده‌ی هنرهای زیبا، تهران، ۱۳۴۷
- نخستین دوسالانه نقاشان ایرانی، موزه‌ی هنرهای معاصر تهران، تهران، ۱۳۷۰
- نمایشگاه، بیست و یک اثر، گالری سیحون، تهران،۱۳۷۴
- نمایشگاه انفرادی، «نقاشی‌های کلاژ طلیعه کامران»، گالری هفت ثمر، تهران، ۱۳۹۰
- نمایشگاه گروهی، «قطعات آوازی: نمایشگاه کلاژ پنج بانوی هنرمند»، ضمن ادای احترام و تحسین طلیعه کامران، گالری ویستا، تهران، ۱۳۹۵

همچنین پس از درگذشت هنرمند، نمایشگاه‌های متعددی به یاد و برای احترام به او به عنوان یکی از زنان تاثیر‌گذار در هنر نقاشی نوگرای ایران برگزار شد، از آن جمله نمایشگاه‌هایی در: گالری افرند (۱۳۹۶)، گالری طراحان آزاد (۱۳۹۶ و ۱۳۹۹)، گالری لیام (۱۴۰۰ و ۱۴۰۲)، آرتیبیشن (۱۴۰۱).

## درگذشت
طلیعهٔ کامران به دلیل ابتلا به سرطان، مدتی در بیمارستان بستری بود. او در ۲۴ اسفند سال ۱۳۹۵ در تهران درگذشت. مراسم تشییع پیکر طلیعهٔ کامران در ۲۵ اسفند ۱۳۹۵ از مقابل موزهٔ هنرهای معاصر تهران برگزار شد و پیکر او در بهشت زهرا به خاک سپرده شد.